# Cusset (Villeurbanne)
Pour les articles homonymes, voir Cusset (homonymie).
Cusset est un quartier de la ville de Villeurbanne, dans le département du Rhône, en France.

## Situation
Le quartier de Cusset est situé à l'extrémité Est de la ville de Villeurbanne. Il est à cheval sur les cantons de Villeurbanne-Sud et Villeurbanne-Nord, et est entouré par les quartiers des Gratte-ciel à l'ouest, de Perralière et Grandclément au sud-ouest et de Cyprian-Les Brosses au sud. À l'est, il est limitrophe avec Vaulx-en-Velin.
Le périmètre de Cusset est défini par les rues suivantes, dans l'ordre anti-horaire :
- rue Deauville, rue Pierre-Voyant, passage du Ténor, rue du 8-Mai-1945, rue du Champ-de-l'Orme pour sa limite au nord.
- rue Flachet, portion de rue Anatole-France, rue Roger-Lenoir, cours Émile-Zola, rue Pierre-Cacard, rue du 4-Août, rue de la Baïsse, rue du Docteur-Frappaz et la rue Pierre-Louis-Bernaix pour sa limite à l'ouest
- rue Léon-Blum, boulevard périphérique Laurent-Bonnevay, passage de l'Eygues, la ligne 3 du tramway de Lyon, rue Jean-Bertin pour sa limite sud.
- rue de la Poudrette, rue Victor-Jara, et le canal de Jonage pour sa limite à l'est.

Le site de Cusset, comme le quartier de Grandclément, est en hauteur par rapport au reste de Villeurbanne (altitude maximum de 182 m contre 168 m en moyenne pour la commune). Cette hauteur lui a permis d'être protégé des crues fréquentes du Rhône dans l'histoire. C'est cette situation géographique qui fera que les premiers îlots de population, et les premières habitations s'établissent dans le secteur de Cusset. La Villa Urbana, origine du nom de Villeurbanne, était une propriété rurale gallo-romaine installée autour de Cusset et de Grandclément.

## Histoire

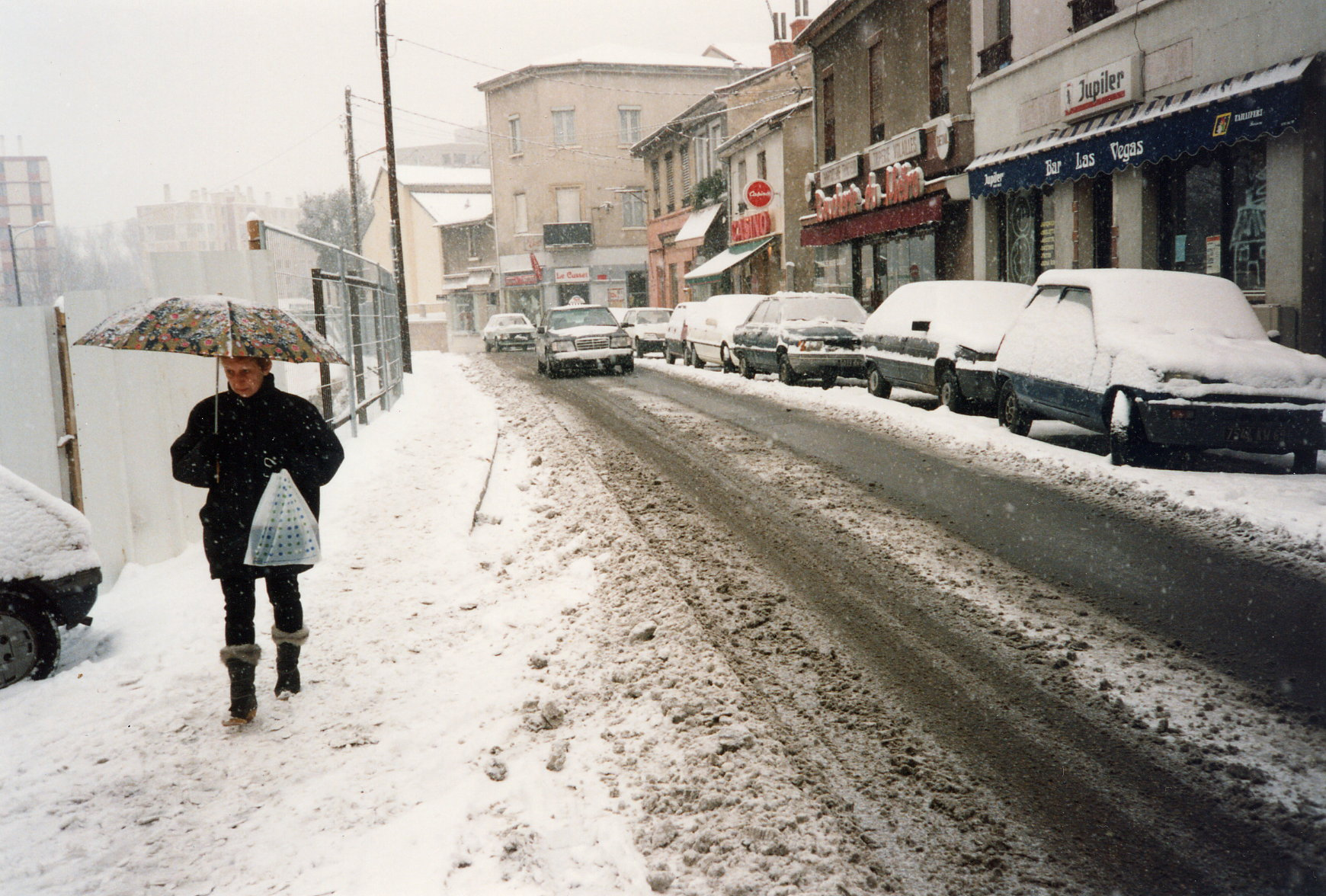
La rue Pierre Baratin sous la neige

Il est à l'origine un hameau, le plus ancien de la commune, implanté sur un promontoire à l'abri des inondations du Rhône (la "balme viennoise", nom local de cette terrasse géologique).

## Transports
Le quartier est traversé par le Cours Émile-Zola et dispose d'un échangeur sur le boulevard périphérique. Il est aussi desservi par les TCL :
- la ligne de métro   à la station Flachet et Cusset
- les lignes de bus     et

Le quartier dispose aussi de stations Vélo'v.

## Lieux particuliers
Le quartier abrite l'église Saint-Athanase, site de l'église paroissiale Saint-Julien de rite catholique roman. Datant du Moyen Âge, elle est l'édifice le plus ancien de la ville et possède un patrimoine religieux intéressant.
La centrale hydroélectrique de Cusset se situe dans le quartier. Cet ouvrage a été construit sur le canal de Jonage à la fin du XIXe siècle.
Le plus grand parc du quartier est celui la Commune-de-Paris, situé au nord du cours Émile-Zola.

On trouve aussi la salle de théâtre de l'Iris.

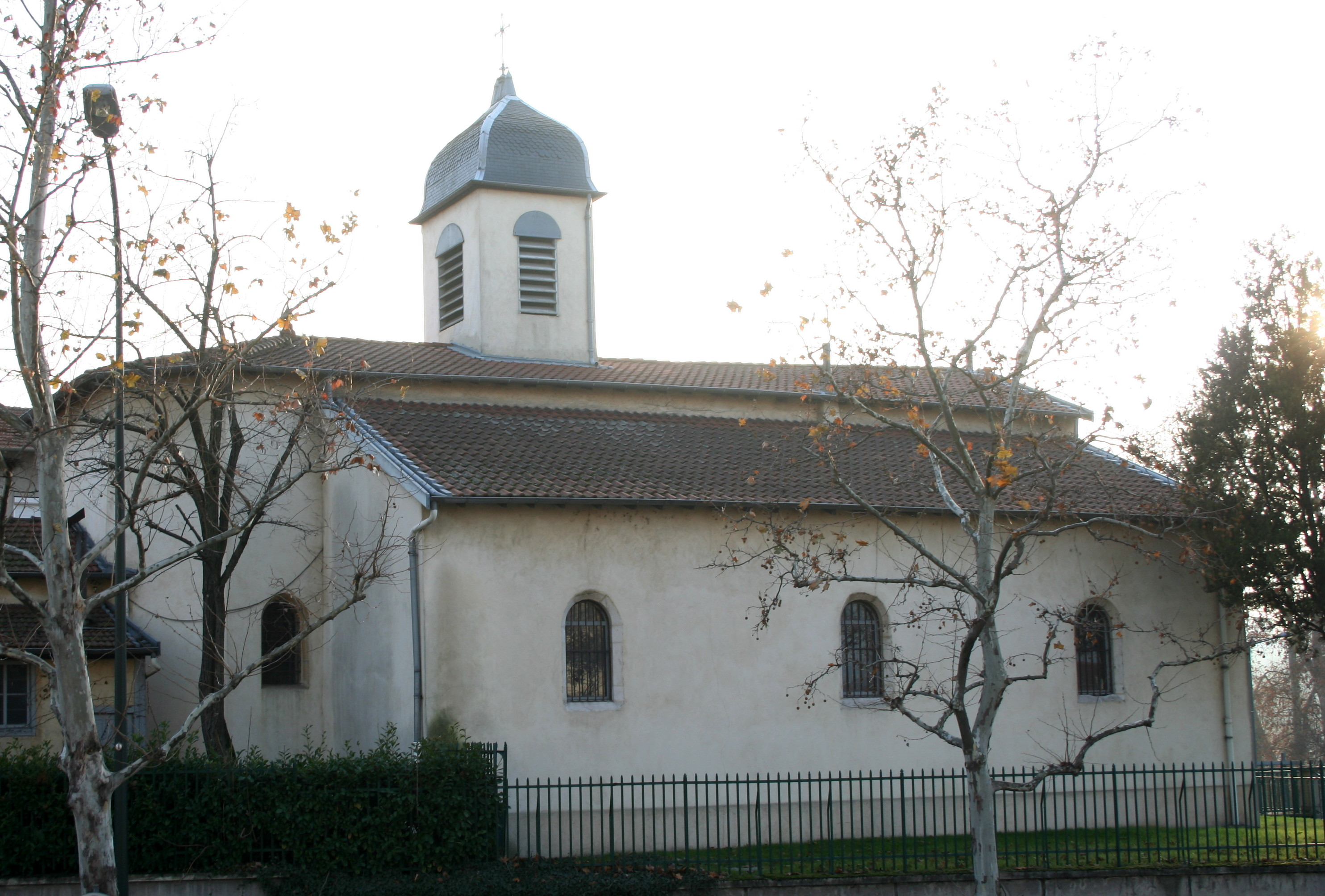
Église Saint-Athanase.
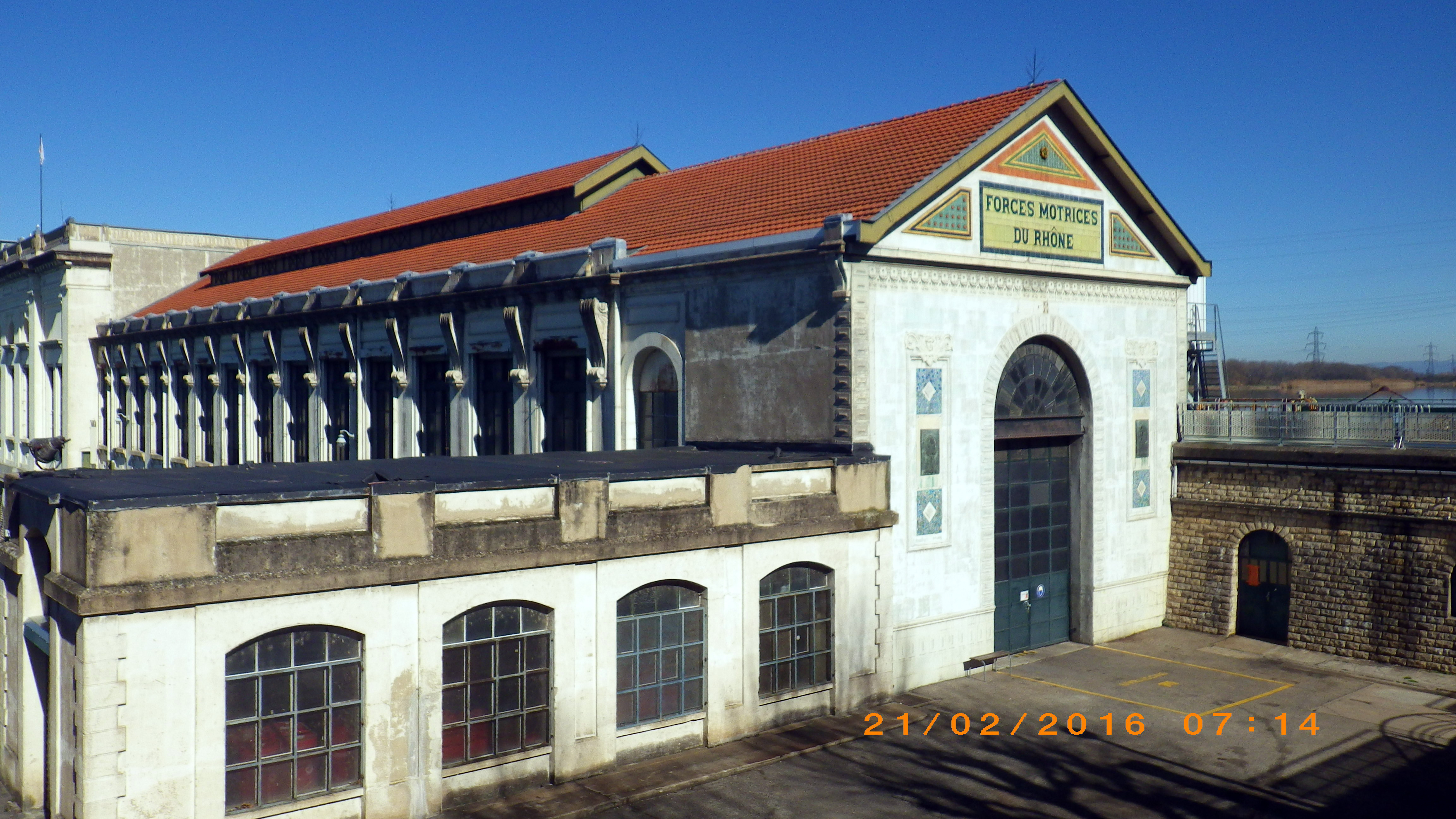
Centrale hydroélectrique de Cusset.
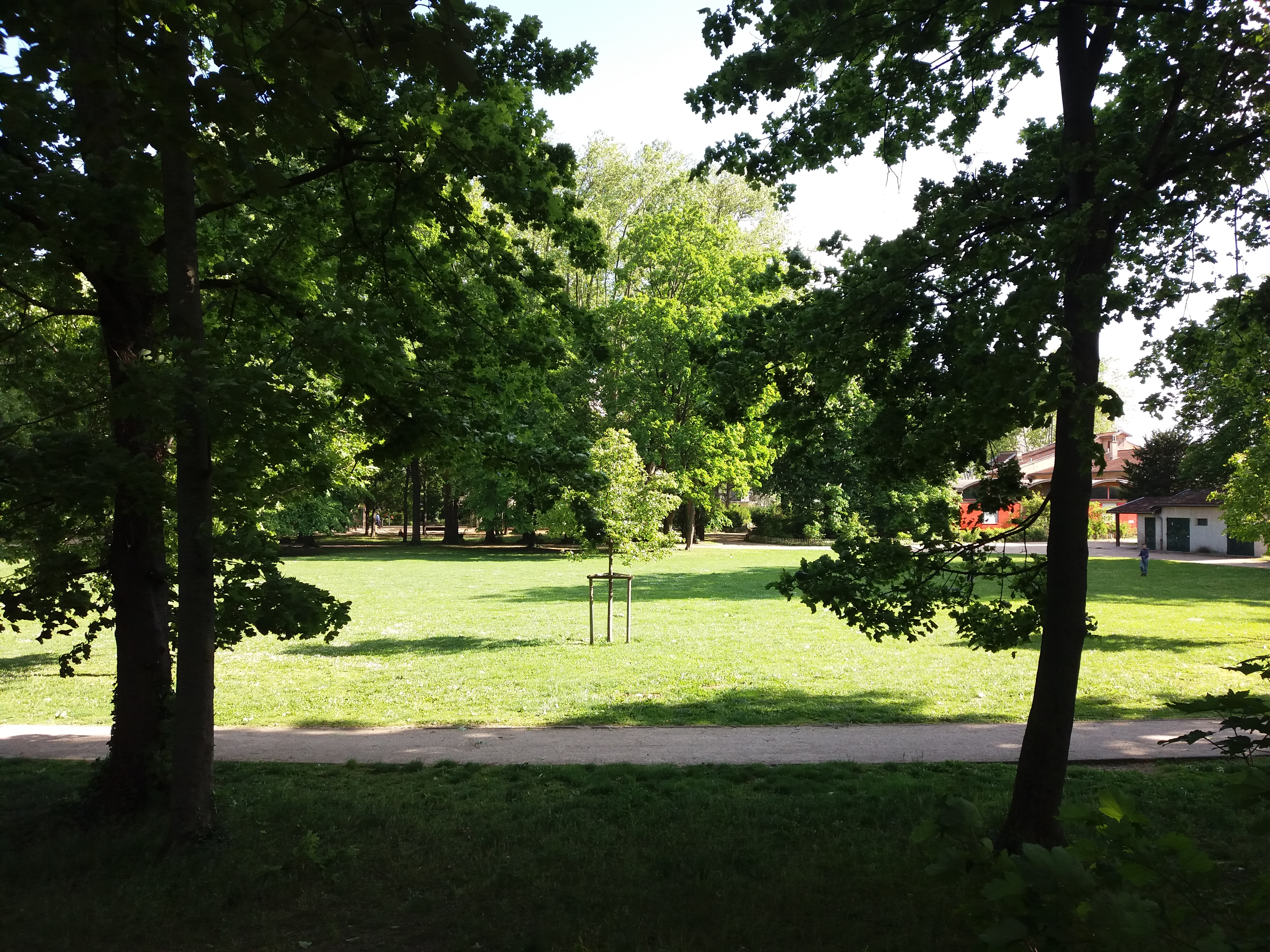
Parc de la Commune-de-Paris.